# Crkva sv. Josipa kod Tuhelja
Crkva sv. Josipa  je rimokatolička crkva u općini Tuhelj zaštićeno kulturno dobro.

## Opis dobra
Crkva iz 1721. g. nalazi se uz mjesno groblje, na vrhu brežuljka u blizini župne crkve. Tlocrt čine zvonik kvadratnog presjeka ispred zapadnog pročelja, mala pravokutna lađa sa širom poprečnom osi te pravokutno svetište zaključeno trostranom apsidom i poduprto s dva kontrafora. Sjeverno uz svetište smještena je sakristija. Glavno pročelje zaključeno je trokutnim zabatom, bez otvora ili arhitektonske dekoracije, tako da njime dominira zvonik smješten u središnjoj osi. U baroknoj koncepciji sažetog prostora uočljiva je tradicija dugog trajanja gotičkog oblikovanja, uobičajena na području Hrvatskog zagorja. Osobitu zanimljivost čini kasnogotički portal sakristije te glavni kasnobarokni oltar.

## Zaštita
Pod oznakom Z-2225 zavedena je kao nepokretno kulturno dobro - pojedinačno, pravnog statusa zaštićena kulturnog dobra, klasificirano kao "sakralna graditeljska baština".